# Mercedes-Benz MB 100
Mercedes-Benz MB 100 är en lätt lastbil, tillverkad av Mercedes-Benz mellan 1981 och 1996.

## Bakgrund
I början av 1950-talet hade Auto Union tillsammans med spanska Imosa startat upp tillverkning av personbilar och lätta lastbilar under namnet DKW i baskiska Vitoria-Gasteiz. Mercedes-Benz kom in i bilden när man köpte upp den mindre konkurrenten 1958 och man behöll en del i Imosa även sedan man sålt Auto-Union/Audi vidare till Volkswagen AG 1965. Företaget fortsatte att utveckla DKW:s framhjulsdrivna skåpbil för den spanska marknaden med bland annat dieselmotor från Mercedes-Benz. Bilen såldes under namnet DKW-Imosa fram till 1975, då Volkswagen drog sig ur samarbetet och de små skåpbilarna bytte namn till Mercedes-Benz.

## Mercedes-Benz MB 100
1981 hade bilen utvecklats till MB 100 och från 1988 började den säljas i större omfattning även utanför den spanska hemmamarknaden. Den bygger på en lätt rörram och framhjulen drivs av en dieselmotor från personbilen 240 D.
Sedan produktionen av MB 100 ersatts av Vito-modellen i Baskien fortsatte en uppdaterad version att tillverkas på licens av SsangYong i Sydkorea.